# Cendejas de la Torre
Cendejas de la Torre ist ein Ort und eine Gemeinde (municipio) mit 24 Einwohnern (Stand: 2024) im Südwesten der Provinz Guadalajara in der Autonomen Gemeinschaft Kastilien-La Mancha.

## Lage und Klima
Cendejas de la Torre liegt in einer Höhe von ca. 970 m in der Kulturlandschaft der Serranía. Die Entfernung zur südsüdwestlich gelegenen Provinzhauptstadt Guadalajara beträgt ca. 39 Kilometer (Fahrtstrecke). Das Klima ist gemäßigt bis warm; Regen (523 mm/Jahr) fällt übers Jahr verteilt.

## Bevölkerungsentwicklung
| Jahr      | 1970 | 1981 | 1991 | 2001 | 2011 | 2021 |
| Einwohner | 317  | 167  | 127  | 84   | 40   | 26   |

## Sehenswürdigkeiten
- Marienkirche
- Marienkapelle

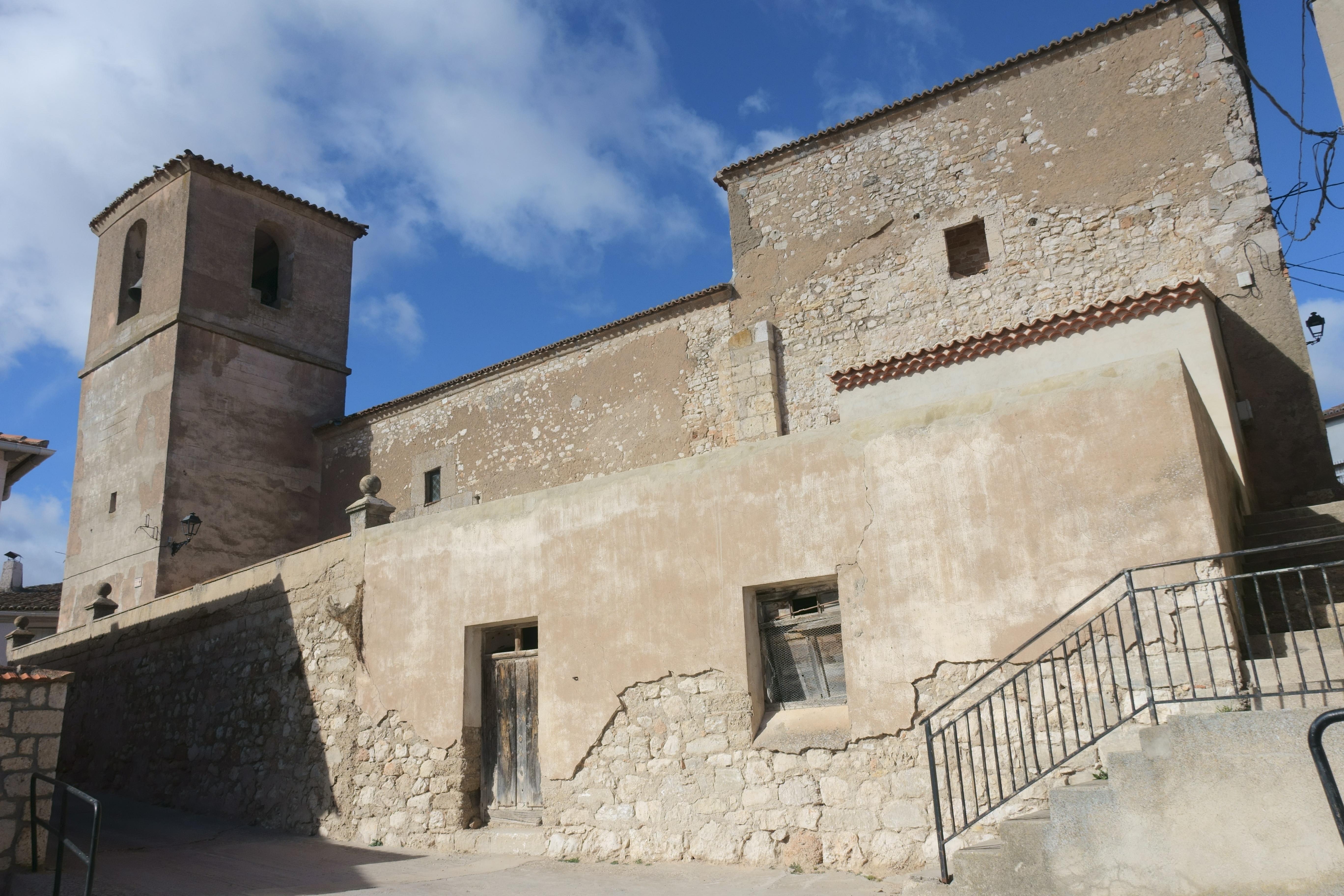
Kirche Mariä Himmelfahrt
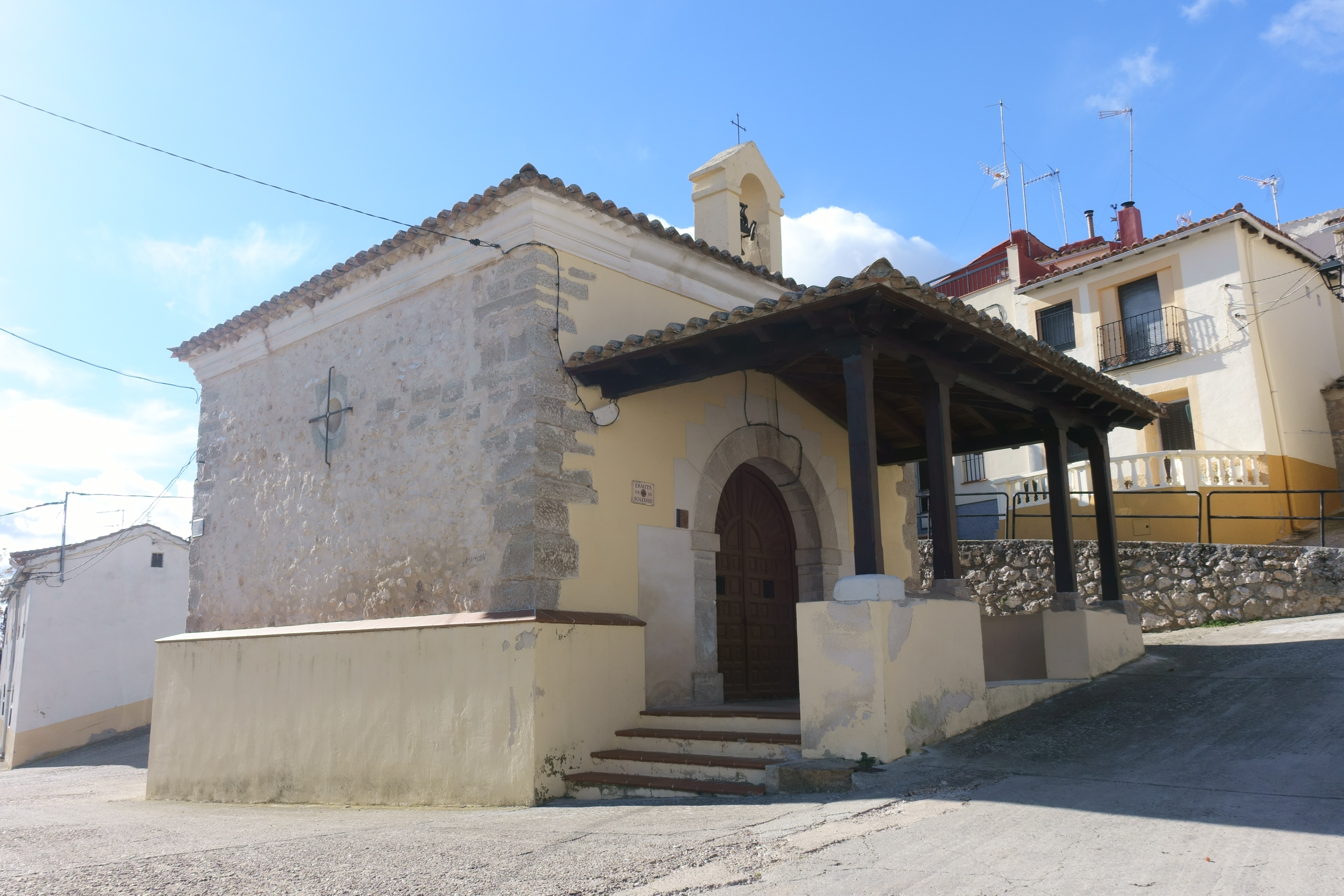
Marienkapelle
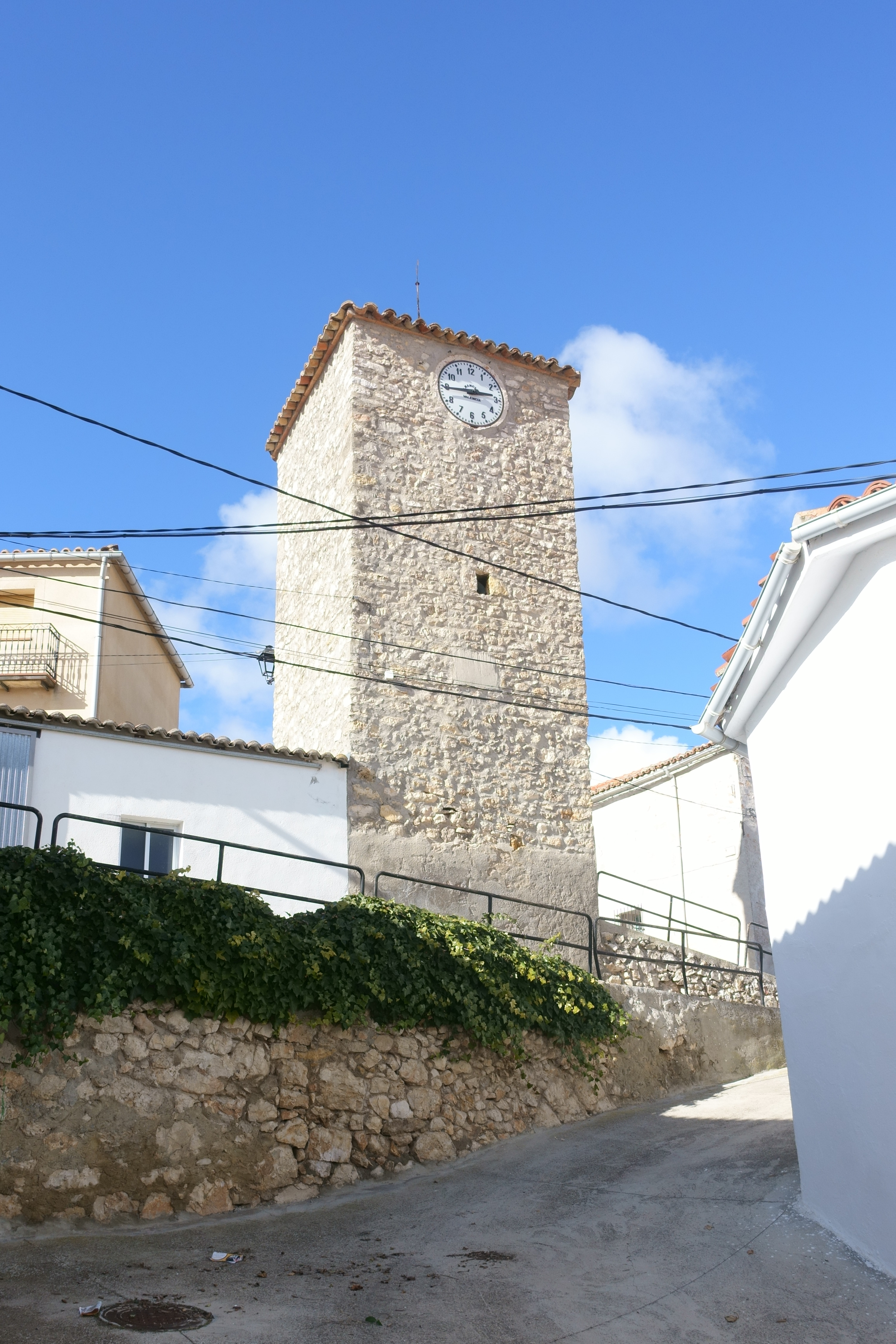
Uhrenturm
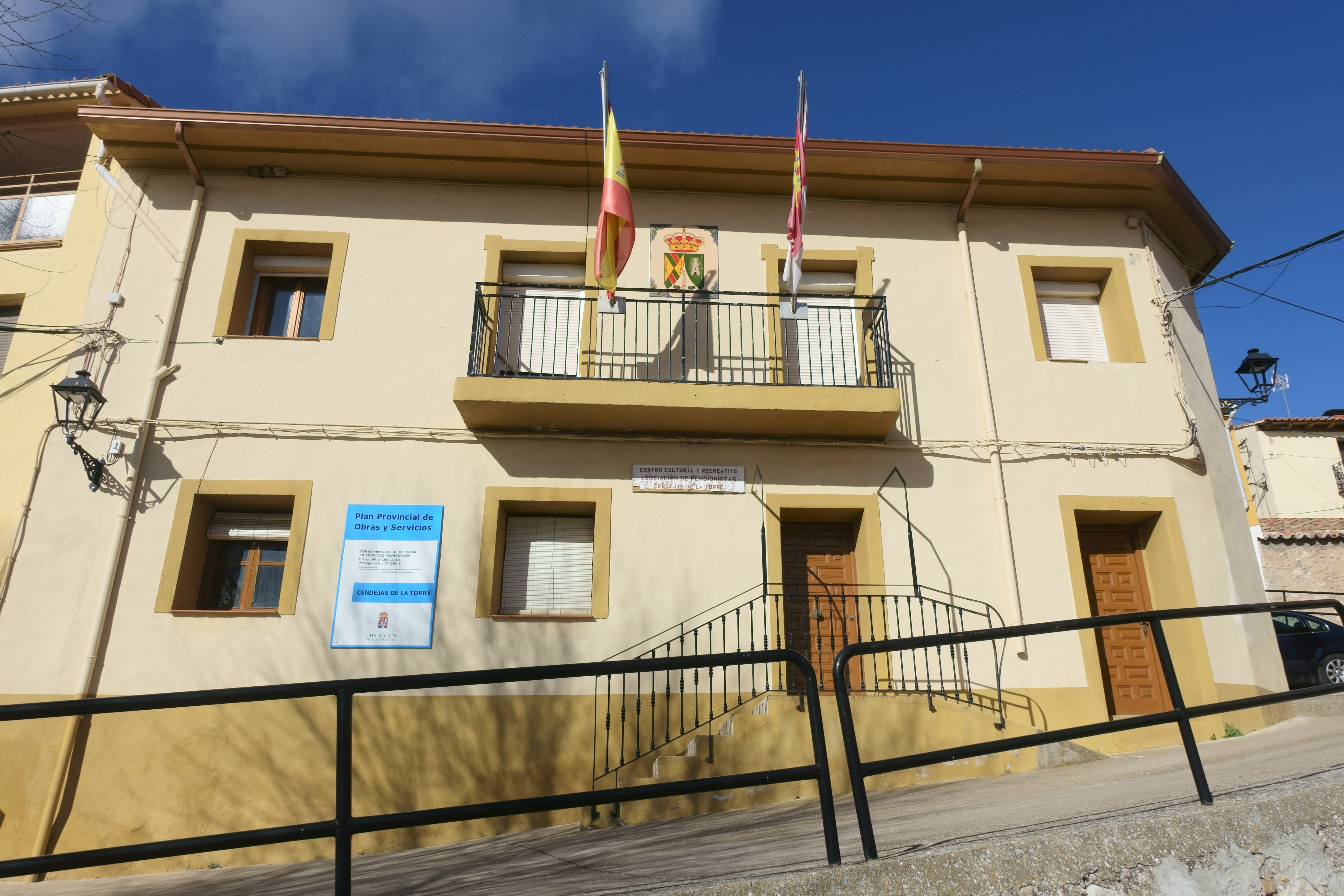
Rathaus